# Hódosi Sándor
Hódosi Sándor (Budapest, 1966. április 28. –) olimpiai bajnok magyar kajakozó.

## Sportpályafutása
A Budapesti Honvédben kezdett el kajakozni, nevelőedzője Angyal Zoltán későbbi szövetségi kapitány volt. Első nemzetközi sikereit még ifjúsági Európa-bajnokságokon és  az egykori szocialista országok utánpótlás-barátságversenyein érte el. Első nemzetközi versenye a felnőttek között 1985-ben, a mecheleni világbajnokságon volt, ahol Horváth Zsolttal indult, de mivel kétszer korán indultak, kizárták őket. Első nemzetközi érmét 1987-ben, a duisburgi világbajnokságon szerezte, amikor Csipes Ferenccel bronzérmet nyert.
Az 1988-as szöuli olimpián aranyérmet szerzett a kajak négyessel 1000 méteren (Ábrahám Attilával, Csipes Ferenccel és Gyulay Zsolttal). Az 1989-es plovdivi világbajnokságon párosban Ábrahámmal és négyesben aranyérmet szerzett. 1990-ben kikerült a vb-n induló négyesből, majd a K2 10 000 méteres szereplést lemondta. Fiatalon, huszonnégy éves korában fejezte be aktív pályafutását. 1991-ben rövid időre visszatért az Újpesti TE versenyzőjeként, de az ob-n nem indult el.

## Visszavonulása után
Rövid visszatérése után végleg befejezte pályafutását. Az 1992. évi barcelonai olimpiai játékok után keveset lehetett hallani róla. Az Egyesült Államokban telepedett le. 2011-ben, 17 év után tért először vissza Magyarországra, látogatóba.

## Díjai, elismerései
- A Magyar Népköztársaság csillagrendje (1988)